# Katia Winter
Katia Winter (Estocolmo, 13 de octubre de 1983) es una actriz sueca conocida por sus papeles como Nadia en la serie Showtime Dexter (2012), Katrina Crane en la serie Fox Sleepy Hollow (2013-15), Freydís Eiríksdóttir en la serie The CW Legends of Tomorrow (2017-18) y Gwen Karlsson en la serie de CBS/Paramount+ Blood & Treasure (2019-presente).

## Primeros años
Nació en Estocolmo, Suecia. Después de graduarse de la escuela secundaria, se mudó a Londres para estudiar en una escuela de teatro. Se mudó a Los Ángeles, California a principios de la década de 2010.

## Biografía y carrera
Apareció en series de televisión británicas y en películas, incluido el drama de 2009 Unmade Beds y el drama de 2011 Everywhere and Nowhere.
Después de mudarse a los EEUU, inmediatamente consiguió el papel principal femenino en Arena junto a Kellan Lutz y Samuel L. Jackson. Poco después interpretó el papel principal en la película independiente de 2012 Love Sick Love junto a Matthew Settle y en la película independiente de 2013 Banshee Chapter con Ted Levine.
En 2012 apareció en el episodio de NCIS "Need To Know". En el mismo año también se unió al elenco de Dexter para la séptima temporada del programa, interpretando el papel recurrente de Nadia, una estríper ucraniana que trabaja en un club de Miami.
En 2013 se casó con el músico Jesse Glick. Se separaron en junio de 2015 y ella solicitó el divorcio en febrero de 2016. De 2013 a 2015, interpretó a Katrina Crane en la serie Sleepy Hollow de Fox.
En 2020, regresó a Suecia con su novio británico. Residen en el campo, a unas pocas horas al norte de Estocolmo.

## Filmografía

### Películas
| Año           | Título                                        | Rol                 | notas         |
| ------------- | --------------------------------------------- | ------------------- | ------------- |
| 2005          | Boogie de Estocolmo                           | Chica fiestera      |               |
| 2005          | Tormenta                                      | Moza                |               |
| 2007          | Adictos a la noche                            | Ruby Stone          |               |
| 2007          | The Seer                                      | Ada                 |               |
| 2008          | The Perfect Life                              | Zoe                 | Corto         |
| 2009          | Camas Deshechas                               | Ana                 |               |
| 2009          | Malicia en el país de las maravillas          | Swede               |               |
| 2009          | presa y escape                                | chica del mar       | Corto         |
| 2009          | Campo de juego nivelado                       | Helena              | Corto         |
| 2009          | Barry Brown                                   | Elizabeth Sparrow   | Corto         |
| 2010          | The Symmetry of Love                          | Angie               |               |
| 2010          | Anaphylaxis                                   | La poetisa          |               |
| 2011          | En todas partes y en ninguna parte            | Bella               |               |
| 2011          | Arena                                         | Milla               | Video         |
| 2011          | Freya                                         | Freya               | Corto         |
| 2012          | Amor, enfermizo amor                          | Dori                |               |
| 2013          | Fedz                                          | Alessandra Ragnfrid |               |
| 2013          | Banshee Chapter                               | Ana Roland          |               |
| 2013          | Stranger Within                               | Sophie              | Video         |
| 2014          | Luna                                          | Ámbar               |               |
| 2015          | Rey de Copas                                  | Katia               |               |
| 2017          | Negativo                                      | Natalie             |               |
| 2019          | La ola                                        | Natalie             |               |
| 2020          | 10 cosas que debemos hacer antes de romper    | Terren              |               |
| 2020          | No estás solo                                 | Emma                |               |
| 2020          | La captura                                    | Beth McManus        |               |
| 2022          | Ur spår                                       | Lisa                |               |
| 2022          | Året jag slutade prestera och började onanera | Hanna               | Rodaje        |
| 2023          | La conferencia                                | Lina                |               |
| por confirmar | LVJ                                           | Michelle Cox        | Posproducción |
| por confirmar | 1066                                          | Edith la Hermosa    | Preproducción |

### Películas de televisión
| Año  | Título                                               | Role    | notas |
| ---- | ---------------------------------------------------- | ------- | ----- |
| 2013 | Crímenes pasionales: tragedia en un cementerio rural | Bárbara |       |

### Series de televisión
| Año           | Título              | Rol                  | notas                           |
| ------------- | ------------------- | -------------------- | ------------------------------- |
| 2005          | Dubplate Drama      | Escarlata            | 7 episodios                     |
| 2009          | Lewis               | Marina Hartner       | Episodio: " Alegoría del amor " |
| 2012          | NCIS                | ava baransky         | Episodio: " Necesito saber "    |
| 2012          | Dexter              | Nadia                | 9 episodios                     |
| 2013-15       | Sleepy Hollow       | Katrina Crane        | 25 episodios                    |
| 2017-18       | Leyendas del mañana | Freydís Eiríksdóttir | 2 episodios                     |
| 2019          | Solsidán            | Suzy                 | 3 episodios                     |
| 2019-presente | Blood & Treasure    | Gwen Karlsson        | 12 episodios                    |
| 2022          | The Boys            | Little Nina          | 4 episodios                     |